# Émile Hamilius
Emanuel Hamilius, meglio noto come Émile e anche detto Mulles (Esch-sur-Alzette, 16 maggio 1897 – Lussemburgo, 7 marzo 1971), è stato un politico e calciatore lussemburghese, di ruolo centrocampista.